# Trinidad Norte
Trinidad Norte är en ort i Mexiko.   Den ligger i kommunen Pinos och delstaten Zacatecas, i den centrala delen av landet, 400 km nordväst om huvudstaden Mexico City. Trinidad Norte ligger 2 147 meter över havet och antalet invånare är 511.
Terrängen runt Trinidad Norte är platt åt nordväst, men åt sydost är den kuperad. Runt Trinidad Norte är det ganska glesbefolkat, med 21 invånare per kvadratkilometer. Närmaste större samhälle är Pinos, 18,9 km söder om Trinidad Norte. Omgivningarna runt Trinidad Norte är i huvudsak ett öppet busklandskap.